# Harald Ganzinger
Harald Ganzinger (* 31. Oktober 1950 in Werneck (Bayern); † 3. Juni 2004 in Saarbrücken) war ein deutscher Informatiker.

Harald Ganzinger studierte Mathematik mit Nebenfach Informatik an der Universität Würzburg und der TU München. Bei Jürgen Eickel wurde er 1978 promoviert. Er habilitierte sich 1983. Ein Jahr später wurde er Professor am Lehrstuhl für Übersetzerbau und Programmiersysteme der Universität Dortmund. Er war von 1991 bis zu seinem Tod 2004 Direktor der Arbeitsgruppe „Logik der Programmierung“ am Saarbrücker Max-Planck-Institut für Informatik. Er gehört zu den meistzitierten deutschen Autoren in der Informatik und befindet sich auf Platz 1727 der CiteSeer-Liste (Stand August 2006). Ganzinger erhielt 2004 den renommierten Herbrand Award. Der Preis wurde ihm kurz vor seinem Tod verliehen.

## Schriften
- Rewrite-based equational theorem proving with selection and simplification
- Resolution theorem proving
- Basic paramodulation
- Complexity analysis based on ordered resolution
- Set constraints are the monadic class
- DPLL (T): Fast decision procedures
- Attribute coupled grammars